# 태평무

태평무(太平舞)는 국가의 평안을 위해 추었던 한국 전통 무용이다. 일제강점기에 한성준이 재구성했다. 1988년 12월 1일 대한민국의 국가무형문화재 제92호로 지정되었다.

## 개요
태평무는 나라의 평안과 태평성대를 기리는 뜻을 춤으로 표현한 것이다. 유래는 확실치 않으나 1900년대의 무용가이며 명고수였던 한성준이 경기 무속춤을 재구성하여 추었던 춤의 하나로 알려져 있다.
남녀가 왕과 왕비의 복장을 하여 궁중풍의 웅장하고 화려함을 보여 주며, 춤장단은 진쇠, 낙궁, 터벌림, 도살풀이 등으로 다른 춤장단에 비해 구성이 복잡하고 까다롭다. 장단의 변화와 함께 겹걸음, 잔걸음, 무릎들어 걷기, 뒷꿈치 꺾기 등 디딤새의 기교가 현란하면서도 조급하지 않은 절제미를 보여준다.
동작이 섬세하고 우아하며 동작 하나하나에 절도가 있는데, 이동안류의 춤은 서민적인 소박함과 귀족적인 정서가 혼합된 형태로 흥과 멋, 장중함이 조화를 이루고 있으며, 강선영류의 춤은 엄숙함과 장중함이 배어 있고 율동이 크면서도 팔사위가 우아하고 화려하여 춤의 기품을 느낄 수 있다.
태평무는 우리나라 춤 중에서 가장 기교적인 발짓춤이라 할 수 있는 공연예술로서 민속춤이 지닌 특징을 잘 표현해 주고 있으며 세계에 견줄 만큼 예술성이 높다.

### 사진 자료

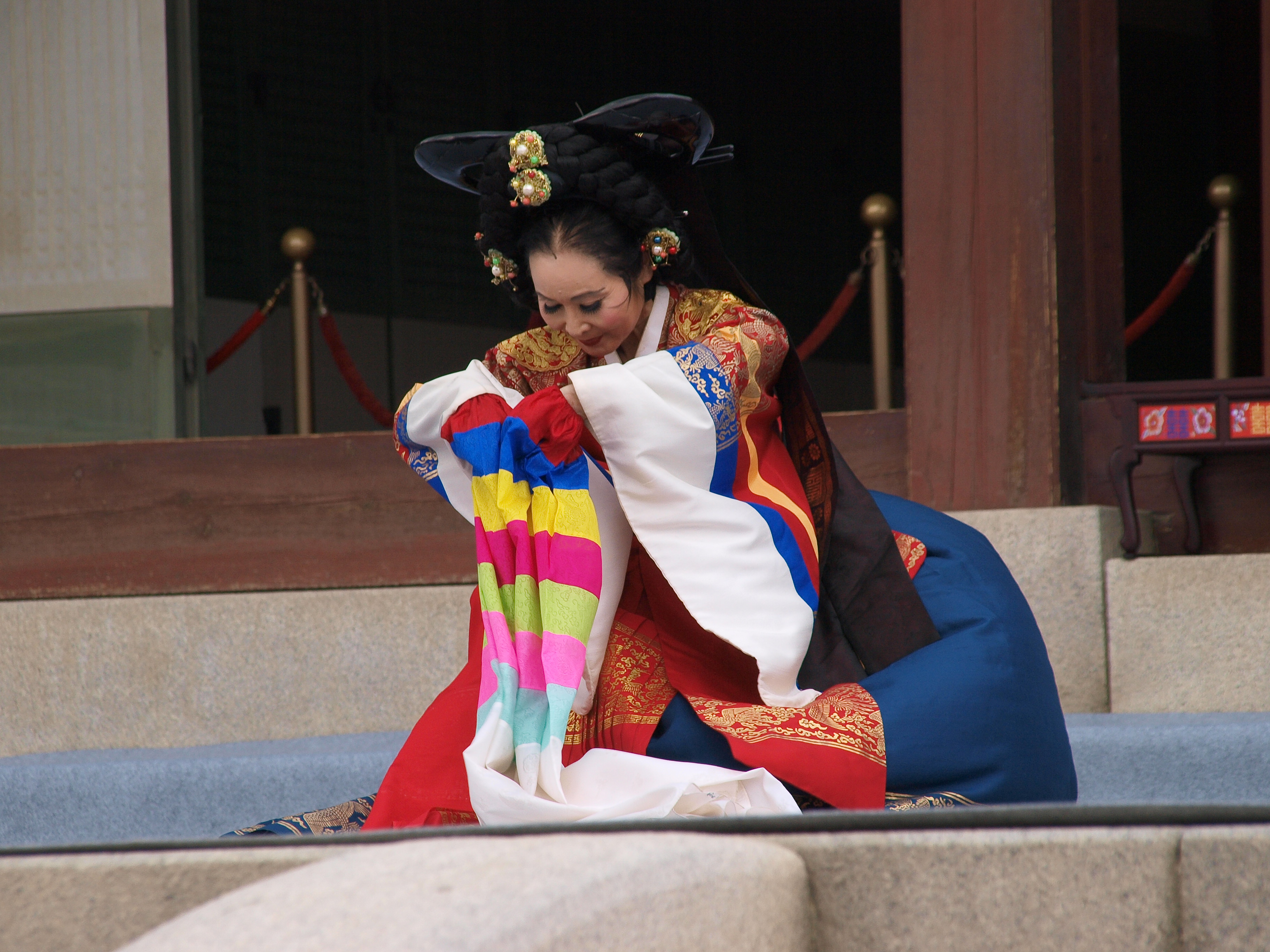
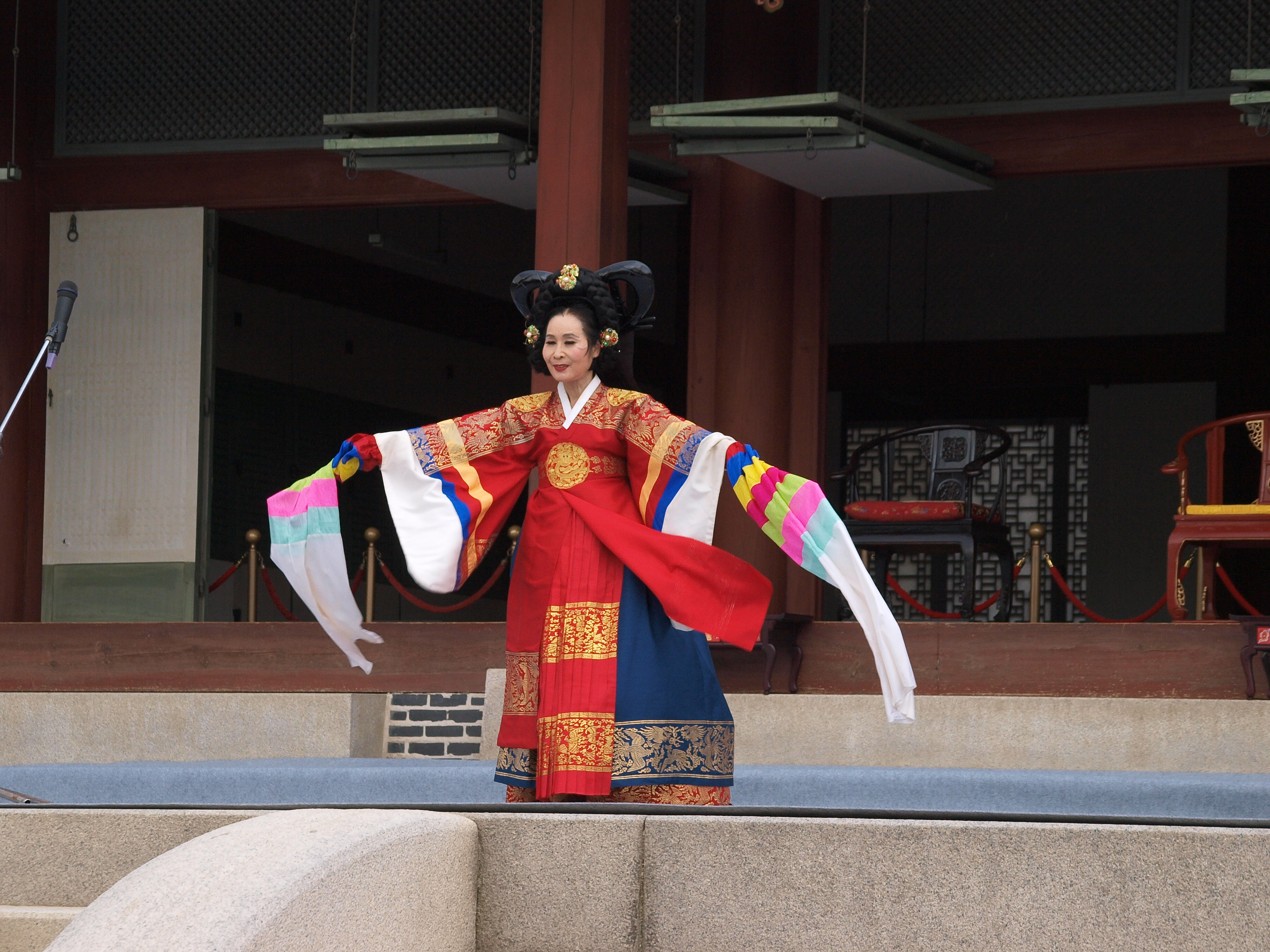
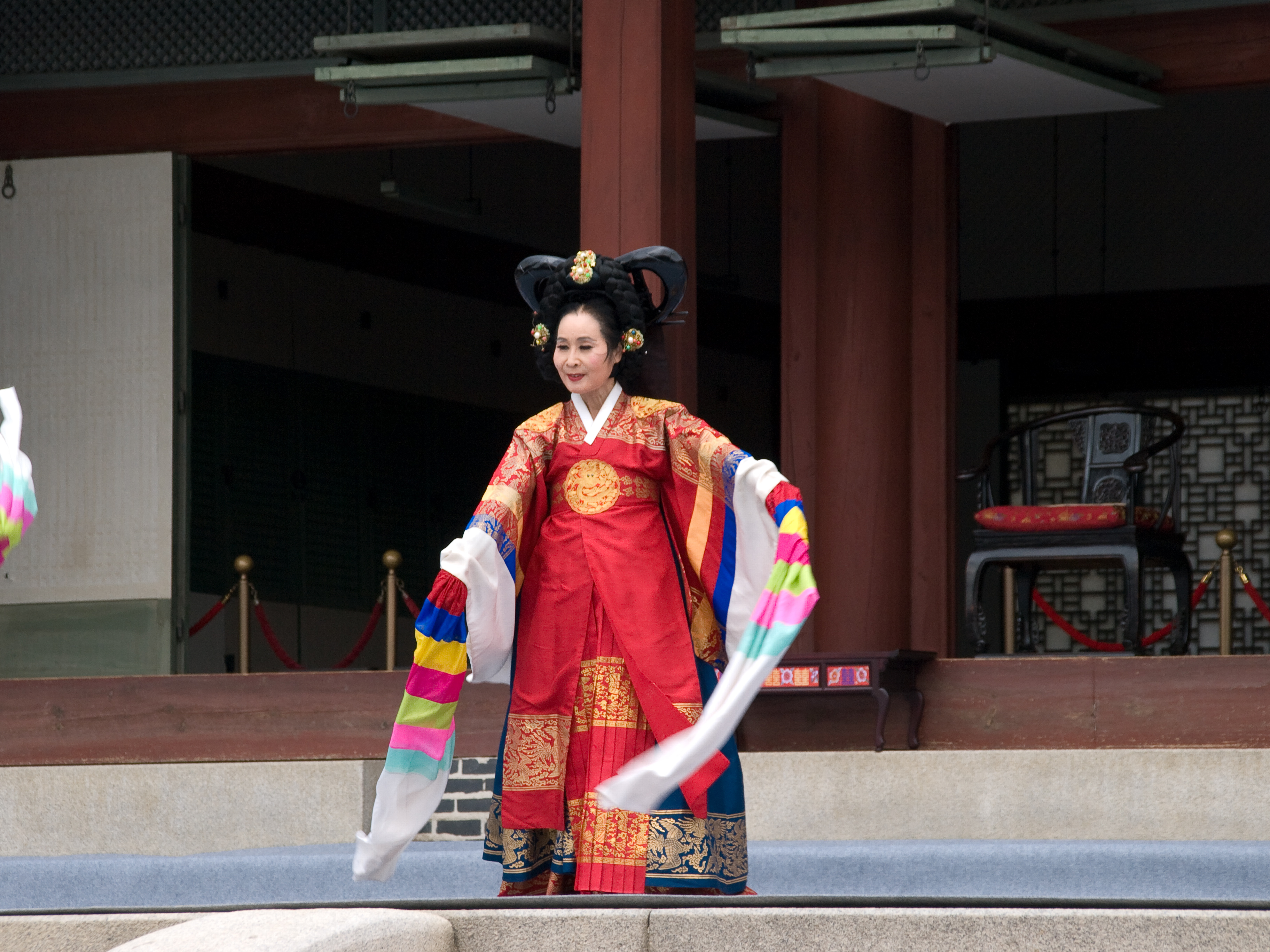
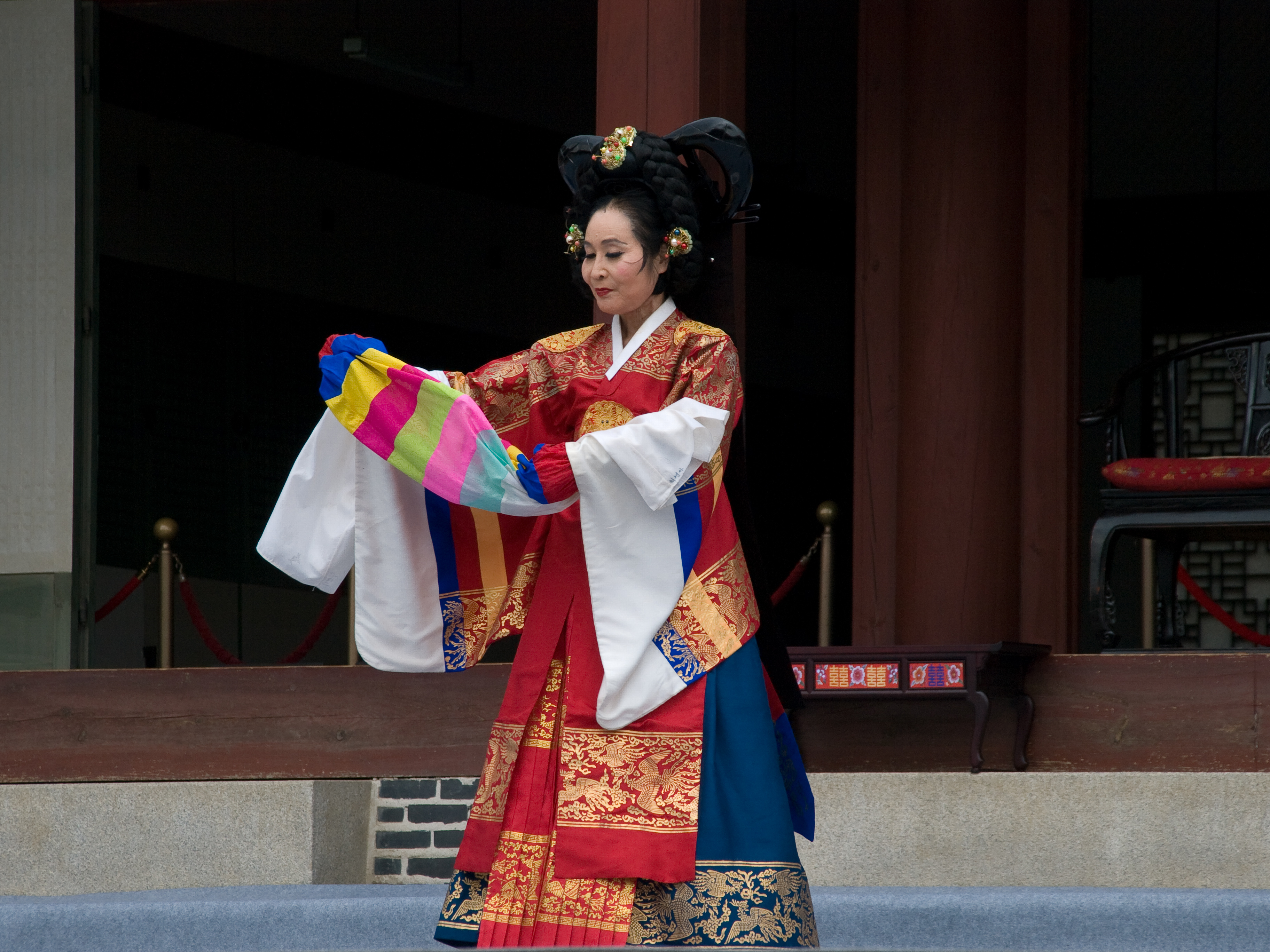
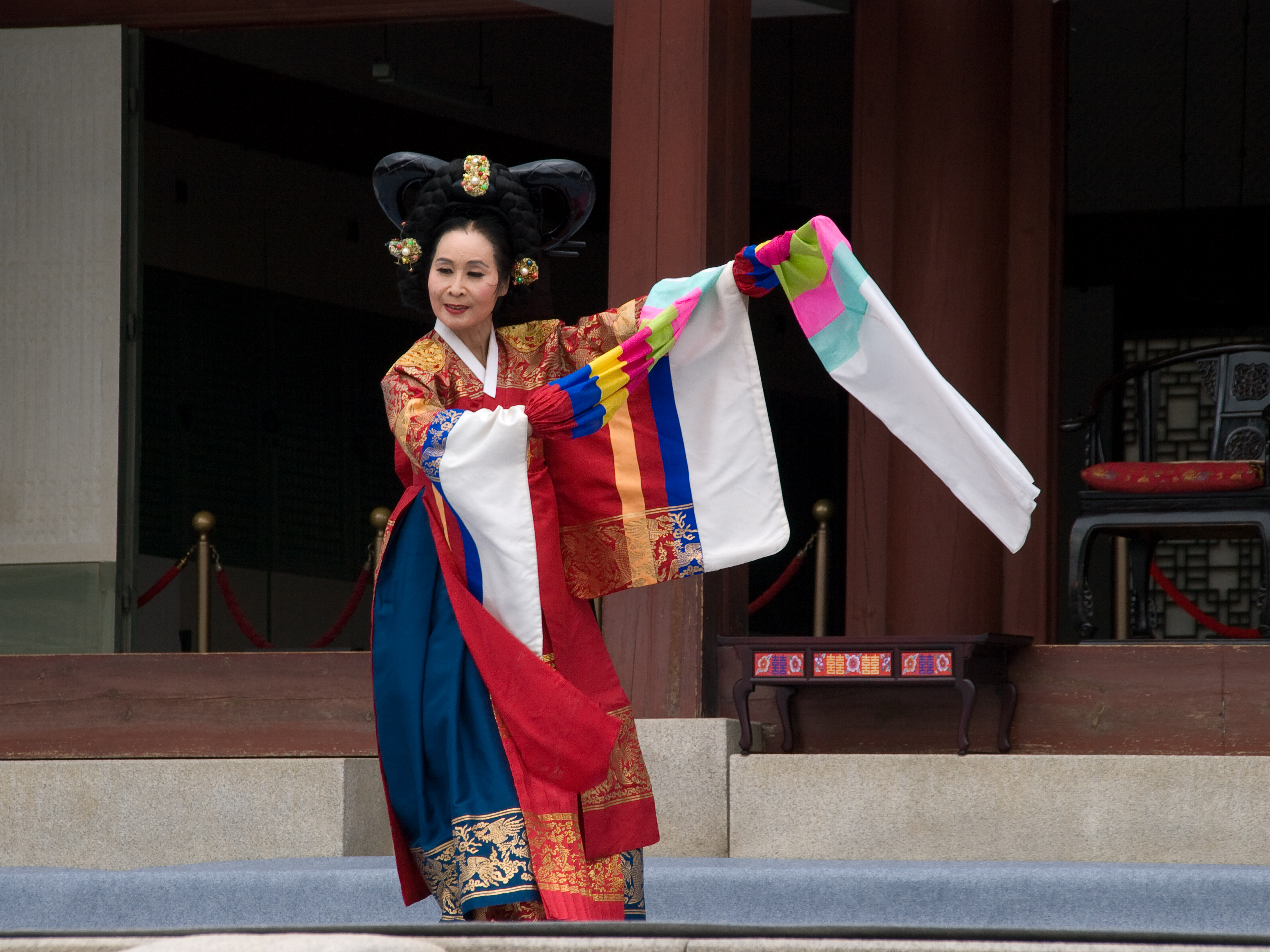
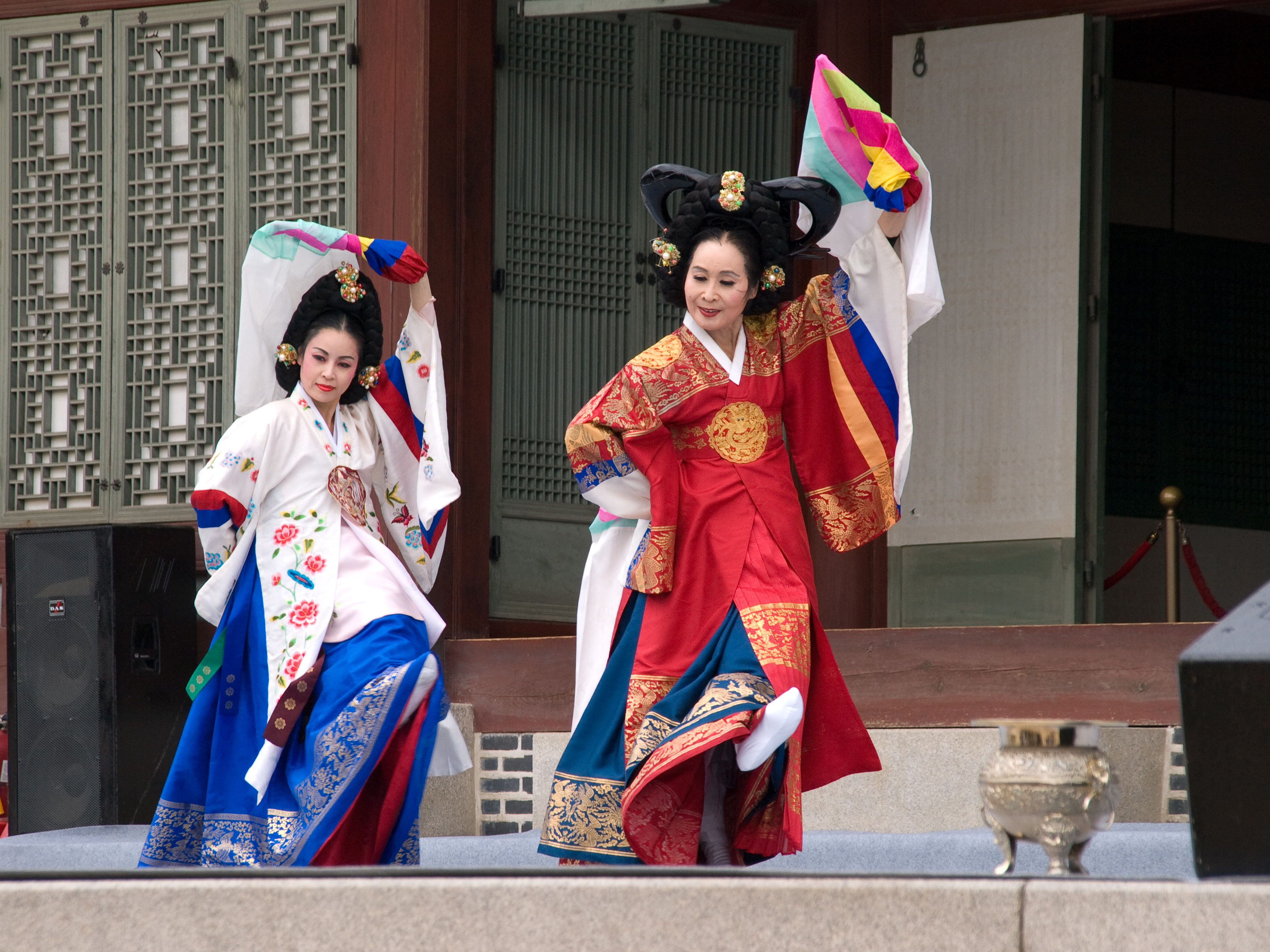
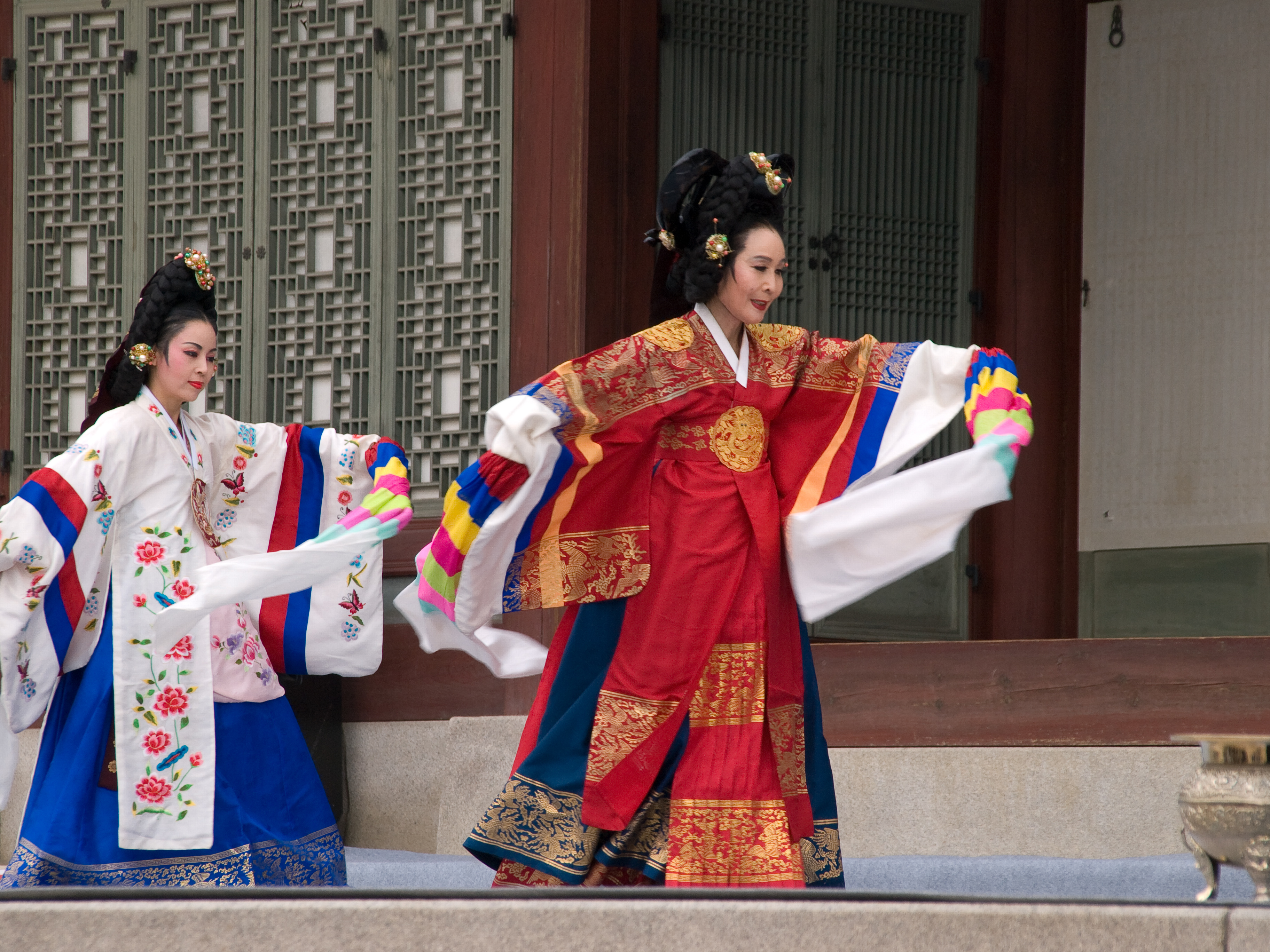
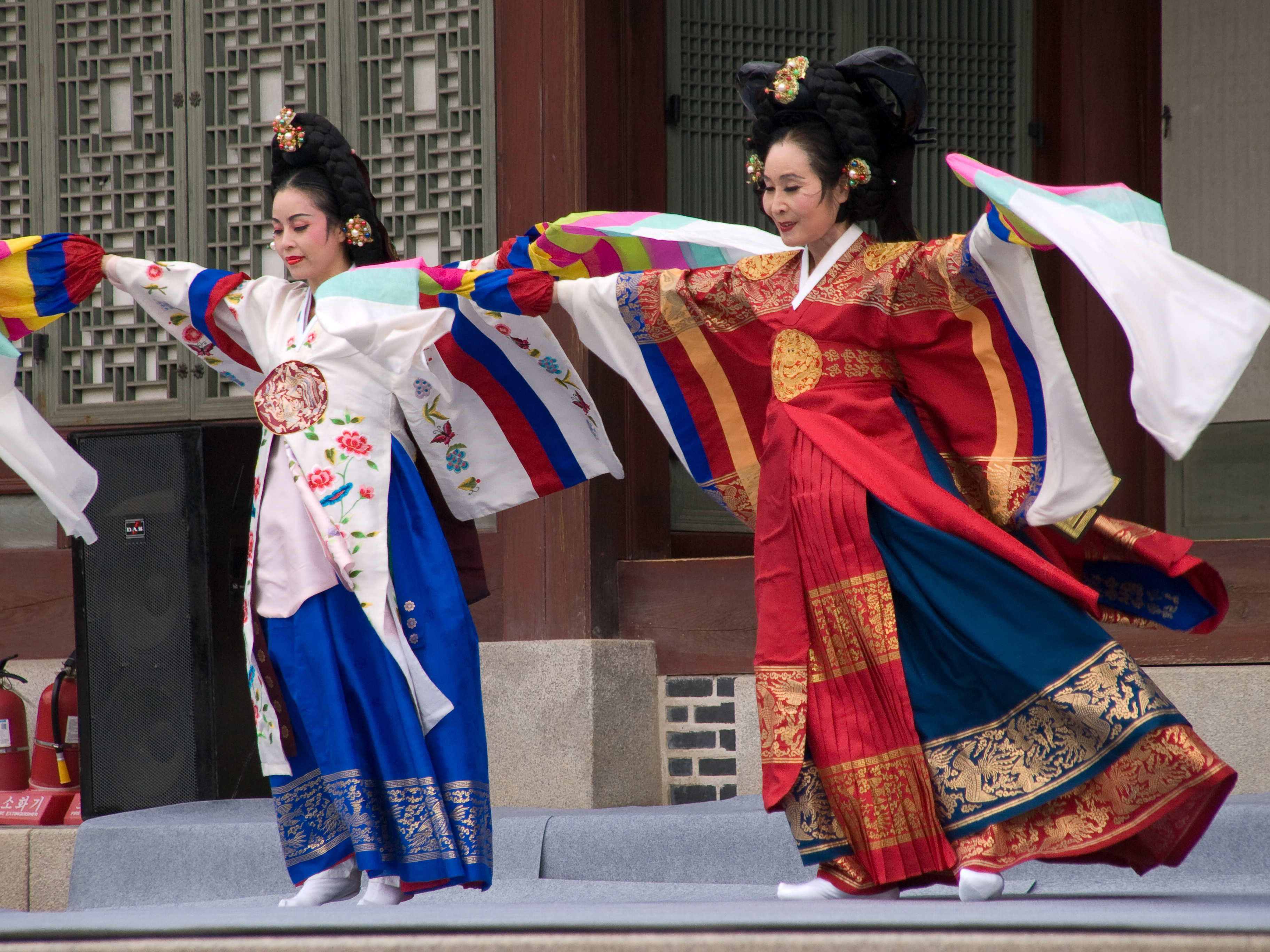
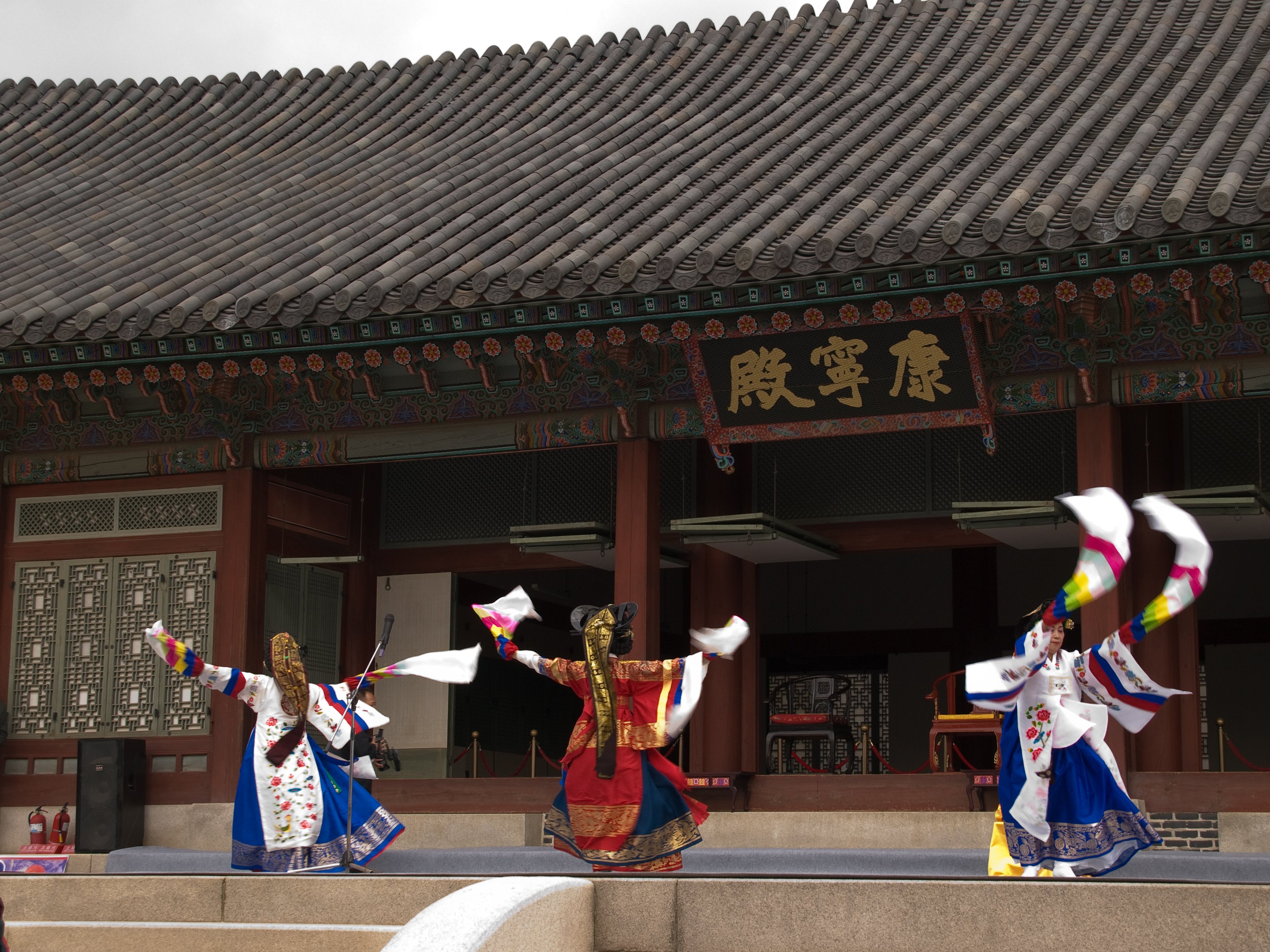
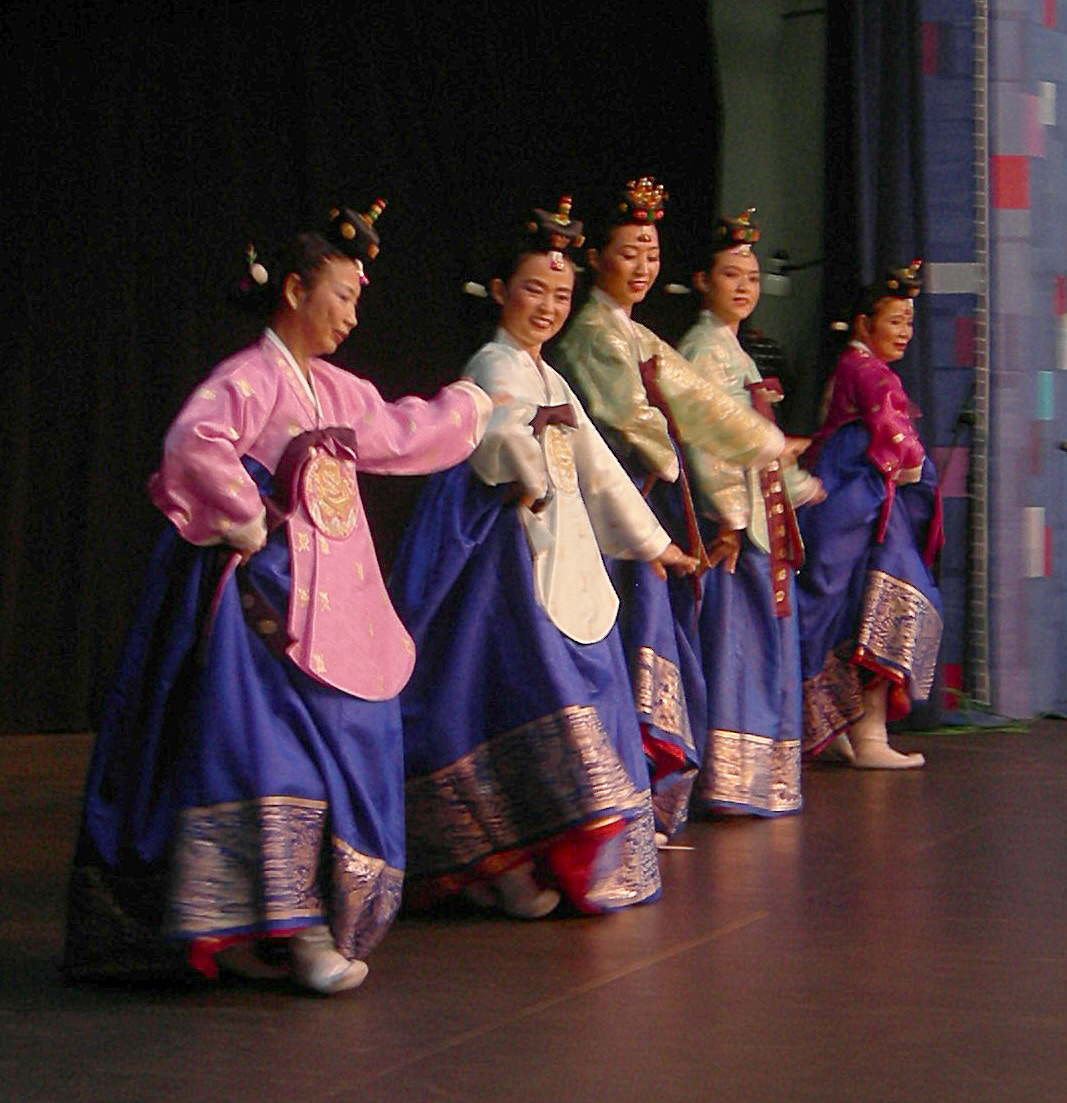
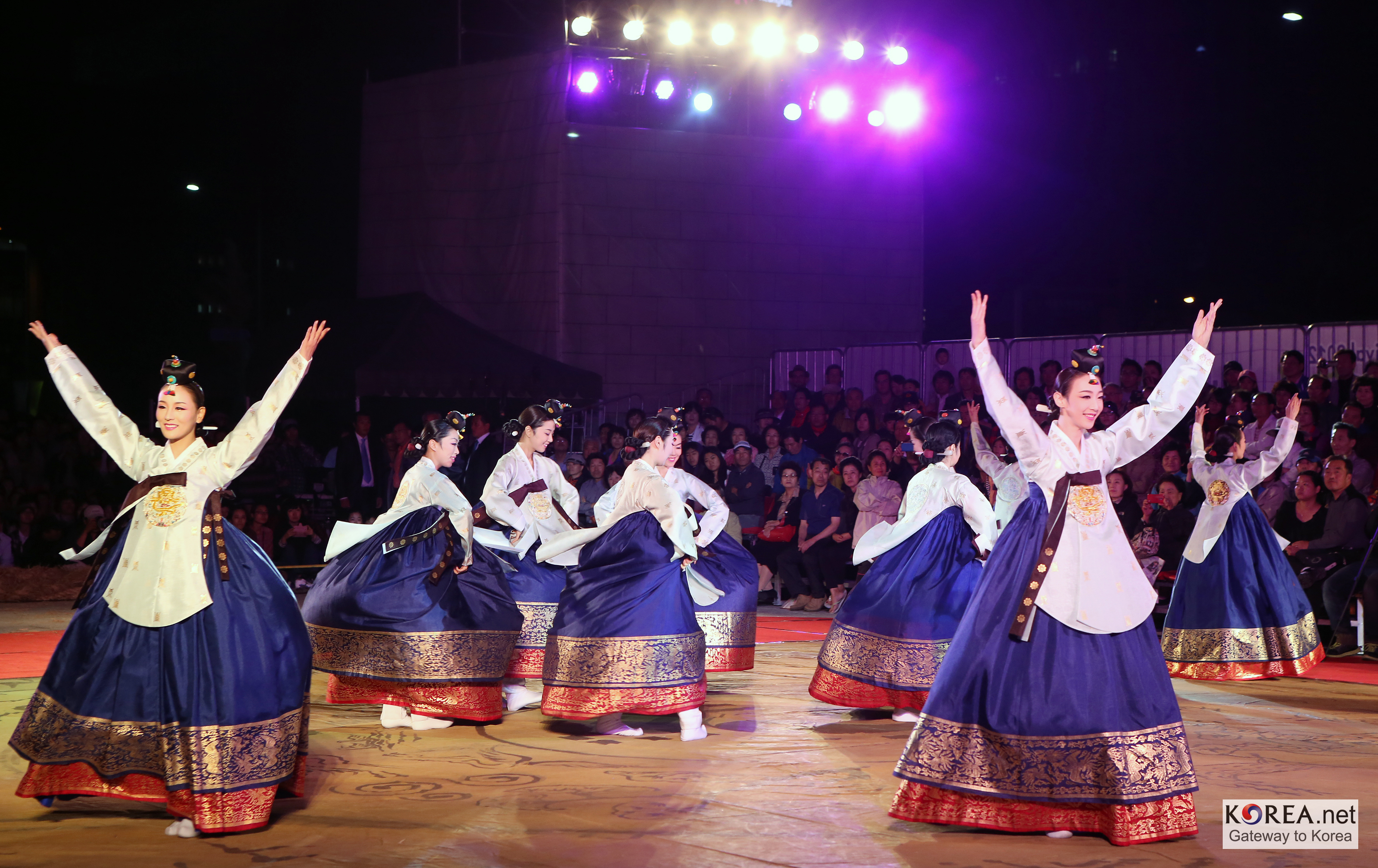
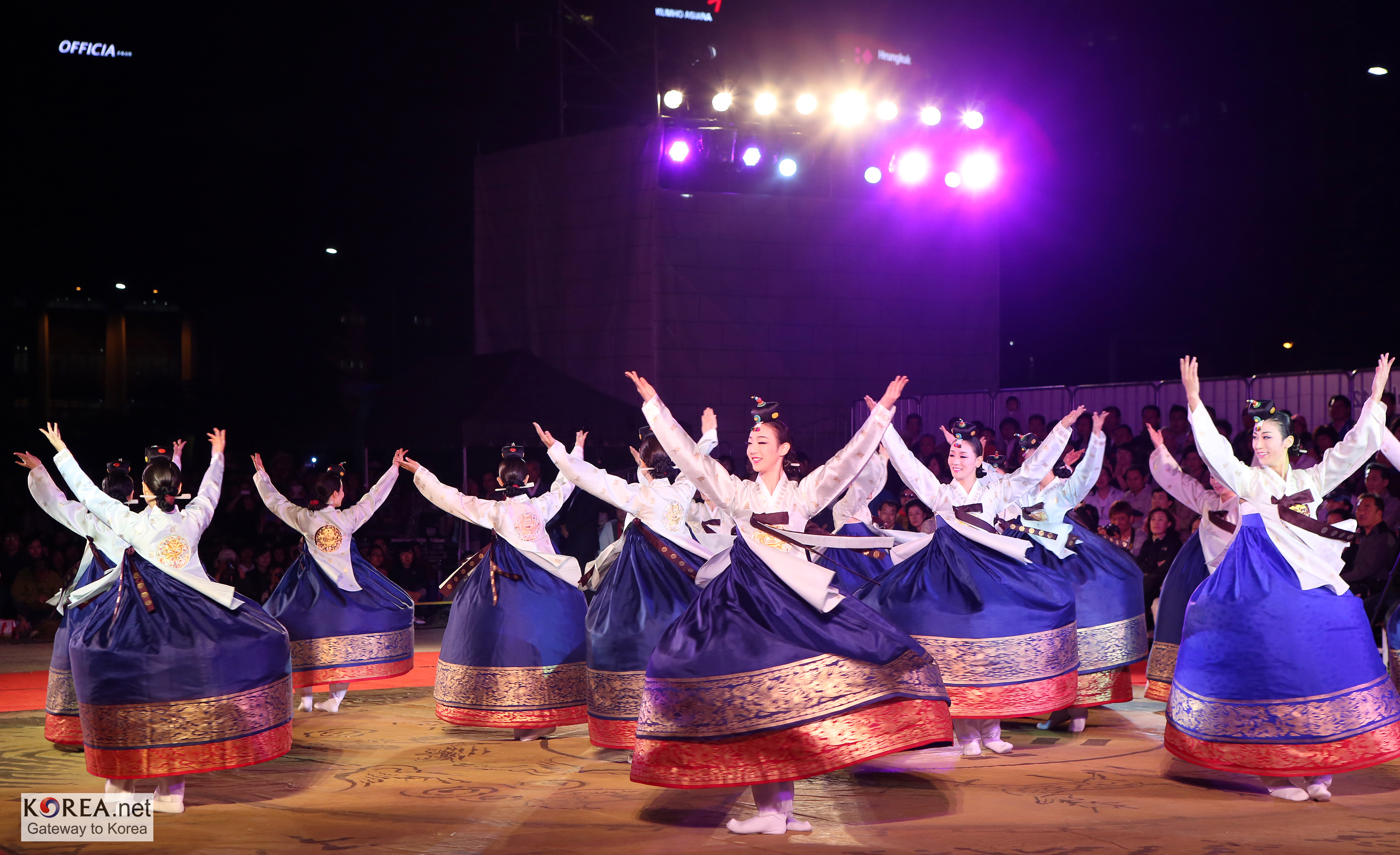
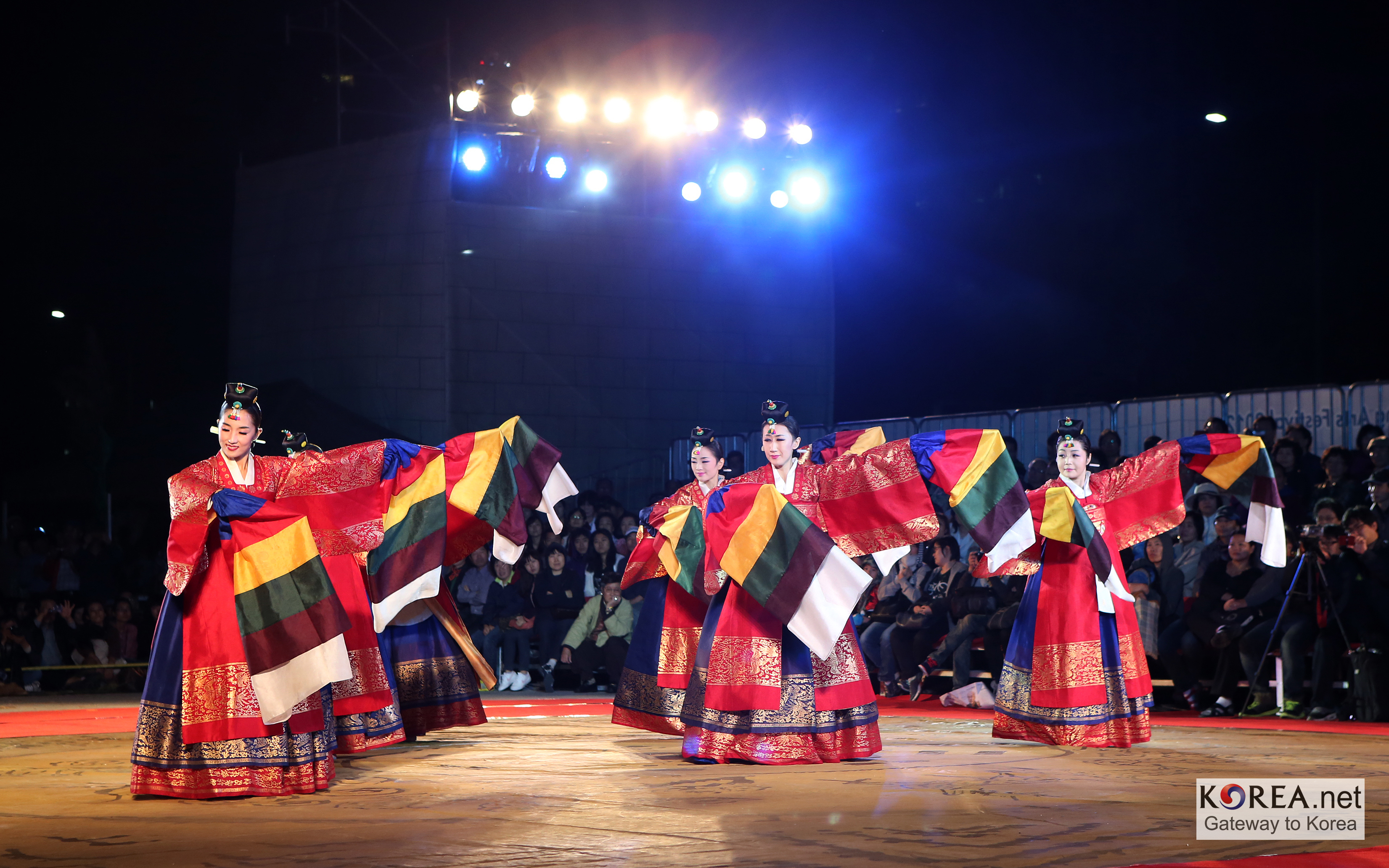

## 같이 보기
- 한국 무용
- 무속신앙

## 참고 자료
- 태평무 - 국가유산청 국가유산포털